# Manu Huaatua
Manu Huaatua (8 de abril de 1998) es un deportista francopolinesio que compite en taekwondo. Ganó dos medallas de oro en el Campeonato de Oceanía de Taekwondo, en los años 2019 y 2022.

## Palmarés internacional
| Campeonato de Oceanía | Campeonato de Oceanía | Campeonato de Oceanía | Campeonato de Oceanía |
| Año                   | Lugar                 | Medalla               | Categoría             |
| --------------------- | --------------------- | --------------------- | --------------------- |
| 2019                  | Apia (Samoa)          | Medalla de oro        | +87 kg                |
| 2022                  | Papeete (Francia)     | Medalla de oro        | +80 kg                |